# Penitenciaría apostólica
La Penitenciaría apostólica (en latín: Pænitentiaria apostolica), anteriormente llamada Tribunal Supremo de la Penitenciaría apostólica, es un dicasterio de la curia romana y es uno de los tres tribunales ordinarios de la Santa Sede.  
La Penitenciaría apostólica es principalmente un tribunal de misericordia, responsable de los asuntos relacionados con el perdón de los pecados en la Iglesia. Tiene jurisdicción únicamente sobre los asuntos del fuero interno. Su trabajo cae principalmente en estas categorías: 
- la absolución de las excomuniones latæ sententiæ reservadas a la Santa Sede,
- la dispensa de impedimentos sacramentales reservada a la Santa Sede, y
- la emisión y gobernanza de indulgencias.

El jefe de la Penitenciaría apostólica, el penitenciario mayor, es uno de los pocos funcionarios del Vaticano que conservan sus cargos durante la sede vacante. Si el penitenciario mayor es un cardenal elector, es una de las tres únicas personas en el cónclave a las que se les permite comunicarse con los que están fuera del cónclave, de forma que pueda seguir cumpliendo con sus funciones (los otros dos son el cardenal vicario de Roma y el vicario general). El penitenciario mayor es un arzobispo titular y normalmente un cardenal. Desde el 6 de abril de 2024, el penitenciario mayor es el cardenal Angelo De Donatis. El segundo funcionario de mayor rango en la Penitenciaría apostólica, el regente, cargo ocupado (desde el 26 de junio de 2012) por monseñor Krzysztof Józef Nykiel. La Penitenciaría apostólica tiene su sede en el Palacio de la Cancillería, en Roma.
Sus orígenes se remontan, a finales del siglo XIII, al cardenal encargado de recibir las confesiones por el papa (cardinales qui confesiones pro Papa recipit), es decir, aquel que trata todos los asuntos de conciencia, tanto internos (incluso fuera de la confesión sacramental) como externos. Este cardenal, llamado a veces pœnitentiarius  (penitenciario), está asistido por los capellanes penitenciarios, uno por cada una de las basílicas mayores de Roma. La Penitenciaría fue remodelada profundamente por Pío V en 1569, Benedicto XIV en 1744 y Pío X que redujo sus competencias al fuero interno.
Las prerrogativas de la Penitenciaría actual son obra de Benedicto XV que le agregó la sección de indulgencias. 
Hoy en día la Penitenciaría está dirigida por un cardenal prefecto, el penitenciario mayor, asistido por un regente, dos oficiales y un consejo de prelados. Su estructura y funciones actuales fueron reguladas por el papa Juan Pablo II a través de la constitución apostólica Pastor Bonus.